# Livländska kriget
Livländska kriget var ett krig som utkämpades i olika etapper mellan 1558 och 1583 mellan Ryssland och en blandad koalition bestående av Danmark-Norge, Sverige och Polen-Litauen. Kriget gällde kontrollen över Livland (ingår i dagens Estland och Lettland) i Baltikum.
Mellan 1558 och 1578 dominerades området av Ryssland som intog städerna Dorpat (Tartu) och Narva. Rysslands upplösning av Livländska konfederationen fick Polen-Litauen att gå in i konflikten, medan Sverige och Danmark gick in mellan 1559 och 1561. Svenska Estland bildades trots ständiga ryska fälttåg i området och Fredrik II av Danmark köpte det gamla biskopsdömet Ösel-Wiek, som han gav till sin bror Magnus. Magnus försökte att utöka sina livländska domäner för att etablera den ryska vasallstaten kungadömet Livland, som existerade symboliskt fram till Magnus' avfall år 1576.
År 1576 blev Stefan Batory kung av Polen och storfurste av Litauen och vände krigståget med hans framgångar mellan 1578 och 1581, inklusive det gemensamma svensk-polsk-litauiska anfallet i slaget vid Wenden. Detta följdes av ett fälttåg genom Ryssland som kulminerade i den långa belägringen av Pskov. Under 1582 slöts ett stillestånd i Jam Zapolski, vilket avslutade kriget mellan Ryssland och Polen-Litauen. Ryssland förlorade alla sina tidigare domäner i Livland och Polotsk till Polen-Litauen. Följande år undertecknade Sverige och Ryssland fördraget i Plussa, där Sverige vann stora delar av Ingermanland och norra Livland och fick behålla hertigdömet Estland.